# El Otro Yo
El Otro Yo es una banda argentina de rock alternativo, aunque han ido explorando diversos géneros en todos sus discos; formada a fines de la década de 1980 en el barrio de Temperley, Gran Buenos Aires, estuvo influenciada principalmente por Nirvana, Pixies, The Cure, Sonic Youth y The Smashing Pumpkins.
En 2016, luego de que su vocalista Cristian Aldana fuese acusado, detenido y condenado por abuso sexual agravado a menores, la banda entró en un receso indefinido. Tras casi tres años en prisión preventiva, Aldana fue hallado culpable en cuatro casos de abuso sexual gravemente ultrajante y corrupción de menores, y condenado a veintidós años de prisión. Actualmente la banda es liderada por María Fernanda Aldana, hermana del vocalista.

## Historia

### Desde los comienzos en Temperley hastaAbrecaminos(1988-1999)
El Otro Yo nació a fines de la década de 1980 y principios del 90, en la ciudad  de Temperley, municipio de Lomas de Zamora al sur del conurbano. Los hermanos Humberto Cristian y María Fernanda Aldana tocaban desde los cinco años en su casa de Temperley con una guitarra criolla de su padre (que era cantor de boleros y tangos en viejas cantinas) y un órgano Gem. Bajo la influencia de su madre, que era poeta, comenzaron a escribir sus primeras canciones, al estilo de Velvet Underground and Nico. En el colegio tocaron juntos en Revolución, banda en la que hacían covers de Sumo, Virus y Miguel Mateos.
Luego Cristian integró su primer grupo de punk rock, «Los Apáticos». Entre 1986 y 1987, Cristian tocó en la banda «Los Apáticos» y otras como «El Gregal», donde tocaba la batería Ricky Rua (excantante de Los Brujos, y que posteriormente sería baterista de El Otro Yo), mientras María participaba en otros grupos como por ejemplo «Rebecca», donde también tocaba la batería Ricky Rua; fue cerca de estos años que se decidieron a formar juntos una banda. María había leído un poema que Arthur Rimbaud escribió a los dieciséis años, Yo soy otro, y la frase se imprimió en su memoria durante el proceso de formación de la agrupación.
En enero de 1988 María le comentó la frase a Cristian y El Otro Yo se convirtió en el nombre del grupo definitivamente. Luego de varias formaciones en las que pasaron músicos como Sergio Ucci (Alerta Roja), Gabriel Manelli (Los Brujos y Babasónicos) y muchos más, por el año 1989, El Otro Yo llegó a ser un quinteto: Cristian en primera voz y primera guitarra, María Fernanda en teclados y segunda voz, y Sergio Moreno (ex Los Brujos y exmánager de El Otro Yo) en segunda guitarra. Luego se sumaron Omar Kischinovsky, hermano de Gustavo Kischinovsky (también músico y sonidista) en batería y «Pajarito» en bajo. Este último duró poco tiempo. En su reemplazo ingresó Gabriel Manelli, quien también duró poco tiempo. Entonces, en 1989, María Fernanda empezó a usar una guitarra Faim que le servía como bajo. En 1990, Sergio Moreno abandona el grupo.
En 1993 tenían un demo con dos canciones, «Los pájaros» y «Sexo en el elevador». En ese año lanzan su primera autoproducción en forma totalmente independiente: se trató del casete «Los Hijos de Alien». Este casete fue seleccionado como mejor disco del año por los suplementos de rock Sí de Clarín y No de Página 12. Cristian repartía los casetes en las disquerías. Fue la primera edición de Besótico Récords. Un sello llamado Random, que editó a Los Brujos, Babasónicos, Martes Menta y Suárez, entre otros, los escuchó y les propuso hacer un disco grabado en un buen estudio.
En esa época también se sumó a la banda Daniela Cugliandolo con su grupo teatral «Sudor frío», que emulaba una persona que en realidad eran dos chicas y subían al escenario como parte del show; luego Daniela continuó haciendo performances en vivo pasando por diferentes emociones representando la intensidad de la música. En el video de «Cortá el pasto» se la puede apreciar con alas gigantes y una tijera podadora; más tarde se integra al grupo como tecladista.
En 1994, los cuatro integrantes que conformaban la banda en ese entonces —Cristian Humberto Aldana (guitarra y primera voz), su hermana María Fernanda (bajo y segunda voz), Daniela Cugliandolo (teclados) y Omar Kischinovsky (batería)— graban en Moebio, con la producción artística de Guillermo Piccolini (Pachuco Cadáver), su segunda producción y primer CD: Traka Traka. Antes de comenzar 1995, se produce un cambio fundamental en la estructura del grupo, ya que Omar Kischinovsky, el baterista, decide alejarse luego de haber tocado por casi tres años junto a El Otro Yo, y se despide en «El Borde» de Temperley. El reemplazo se hizo cuando apareció Raimundo Horacio Fajardo.
Ese año graban Mundo en forma totalmente independiente. Ese mismo año participaron en el compilado Fuck You, disco en homenaje a Sumo, interpretando el tema que da nombre al disco.
En 1996 lanzan en CD Los hijos de Alien, con versiones inéditas como «Lo de Adentro», tema dedicado a Kurt Cobain, el fallecido líder de Nirvana; y un remix del tema «69» perteneciente a «Mundo», en una producción de Fantasías Animadas. Ese mismo año participan del «Festival de rock alternativo», en el estadio de Ferro.
Al año siguiente, lanzan un disco triple, «Esencia», que se trata de una producción solista de cada uno de los tres integrantes de El Otro Yo, sumando más de 70 temas divididos en tres discos y grabados de forma independiente. Todo comenzó cuando María Fernanda le dijo a Cristian que tenía muchas canciones suyas pero que no se adecuaban a El Otro Yo y que le gustaría editar un casete. Ese mismo año, Daniela Cugliandolo deja la banda.
En 1998, luego de realizar más de 30 shows como invitados de Attaque 77 en el interior del país, y más de 15 en Capital y Gran Buenos Aires, se lanza un disco recopilación, que extrae las más destacadas canciones de Esencia, que se titula bajo el nombre de El Otro Yo del Otro Yo y contiene 25 canciones. También editan, con Besótico, un libro que viene con un disco solista de María Fernanda, llamado Entresueños. Además, Ray sacó un libro de poesías llamado «El mar alado».
En 1999 editan Abrecaminos, que tuvo gran aceptación entre el público, abriendo aún más las fronteras de El Otro Yo. En este momento se suma al grupo el exbajista de Avant Press, Ezequiel Araujo, haciéndose cargo de los teclados, también servía como segundo guitarrista y junto con María Fernanda, se intercambiaban sus respectivos puestos.
En los albores del año 2000 comienzan una y otra vez con las «Giras Barriales», llevando su música por toda la provincia de Buenos Aires y a otros puntos del país. Tocan con éxito en Chile y Uruguay, donde comienzan a encontrar cada vez más adeptos. A esta altura ya comienza a moverse activamente el sello discográfico creado por ellos mismos: Besotico Records. Así comienzan a su vez a editar a distintas bandas, como Sugar Tampaxxx, Victoria Mil (ex Victoria Abril) y She-Devils.

### Contagiándose la energía del otroy el éxito (2000-2007)

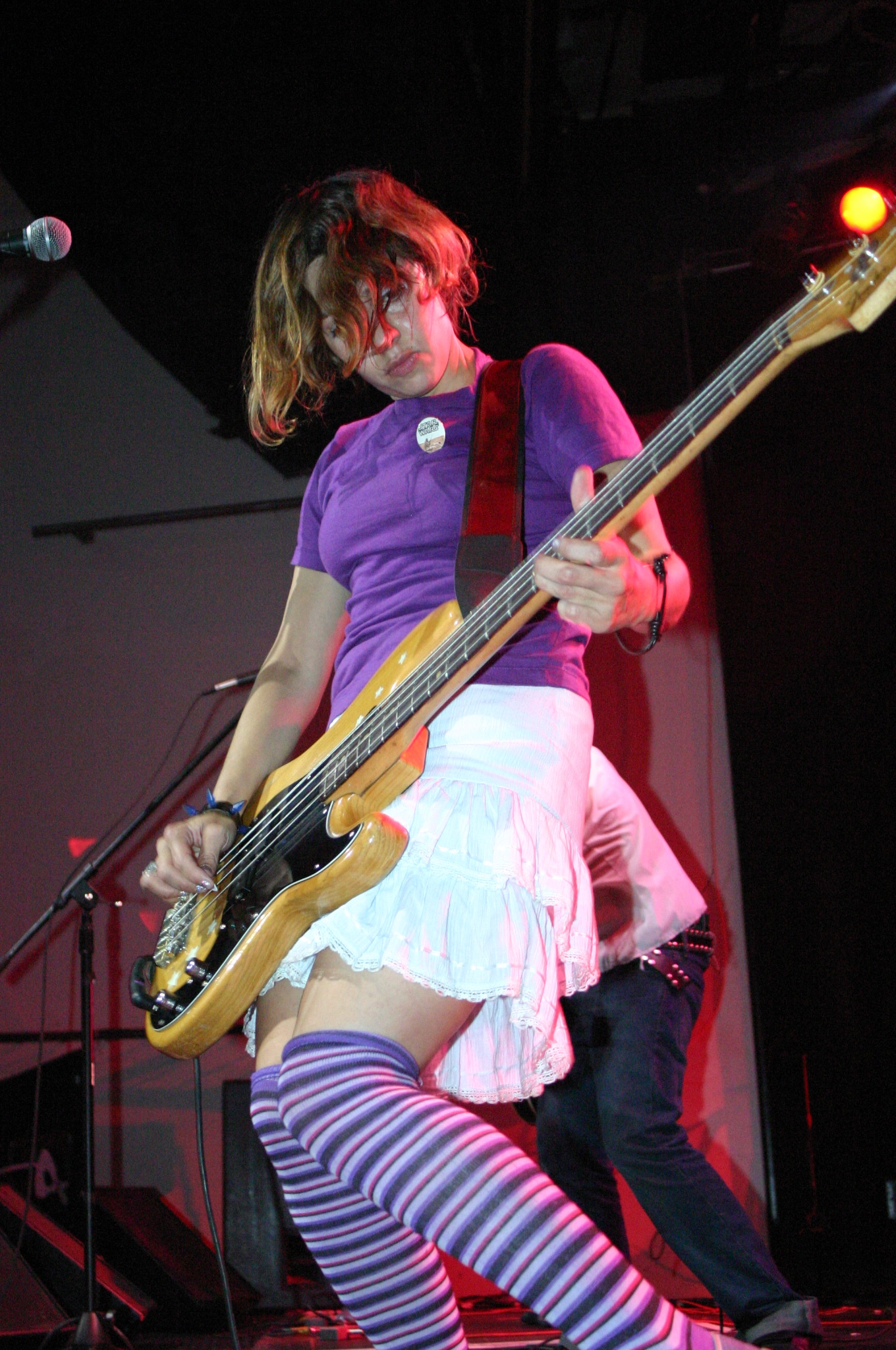
María Fernanda Aldana tocando el bajo.

En el año 2000, después de años de lucha independiente, finalmente su conocida Gira Interminable los llevó al Estadio Obras. Más de cinco mil personas se dieron cita allí.
En el año 2001 sale a la venta la reedición de su primer trabajo, Traka Traka, remasterizado.
Después de tres años del último disco de estudio, la banda de Temperley presenta Colmena. El álbum fue descrito como el panal donde los músicos concentraron el producto resultante del polen que recogieron en cada lugar que visitaron y que procesaron, dieron forma y envasaron en un CD de catorce canciones y un video interactivo. El nuevo material, que contó con la producción artística de Diego Vainer y la presencia de varios músicos invitados, refleja una evolución desde lo musical y una mayor integración del grupo en la composición de las canciones. Destacan canciones como: «Viajero», «Virus», «Calles» o «Me harté». El disco contiene el tema «Punk», grabado junto a Ricky Espinosa, por ese entonces cantante de Flema, y que terminó siendo la última grabación registrada por el músico antes de su muerte.
Tras dos años, el grupo presenta «Espejismos», más experimental, en parte por la salida del teclista Ezequiel Araujo, quien dejaría la banda tras terminar el disco y se despediría de su público en el Quilmes Rock, un megafestival en el estadio Ferrocarril Oeste, donde compartieron escenario con bandas como Rata Blanca y The Offspring. En Espejismos se puede apreciar la vuelta de momentos hardcore y mensajes referentes al sistema y la sociedad («Pecadores», «Nuevo orden» o «Mascota del sistema»), que la banda mostraba en sus inicios. Sin embargo también muestra lados más tranquilos en canciones como «Debe cambiar» o «Tu ángel».
Seis años después, «Contagiándose la energía del otro – En vivo en Obras» registra en CD y DVD los mejores momentos de esa noche. El repertorio incluye los temas más festejados del grupo: «10.000.000», «No me importa morir», «La música», «E O Y», «Alegría» y una versión de «Territorial Pissings» de Nirvana; y algunos invitados como el vocalista de heavy metal Claudio O'Connor en «69» y Diego Arnedo. El disco incluye «Lobizón», un tema inédito y, por su parte, el DVD agrega documentales sobre la Gira Interminable del año 2000 y el backstage del show en Obras.
Para las giras de Espejismos, y quedando vacante el lugar que Ezequiel dejó en guitarra (instrumento que asumía a veces), Cristian decide hablar con un viejo conocido de su juventud en Temperley, Gabriel Guerrisi, exguitarrista de Los Brujos, a quien le propone que se incorpore a la banda.

### 20 años yFuera del Tiempo(2007-2009)

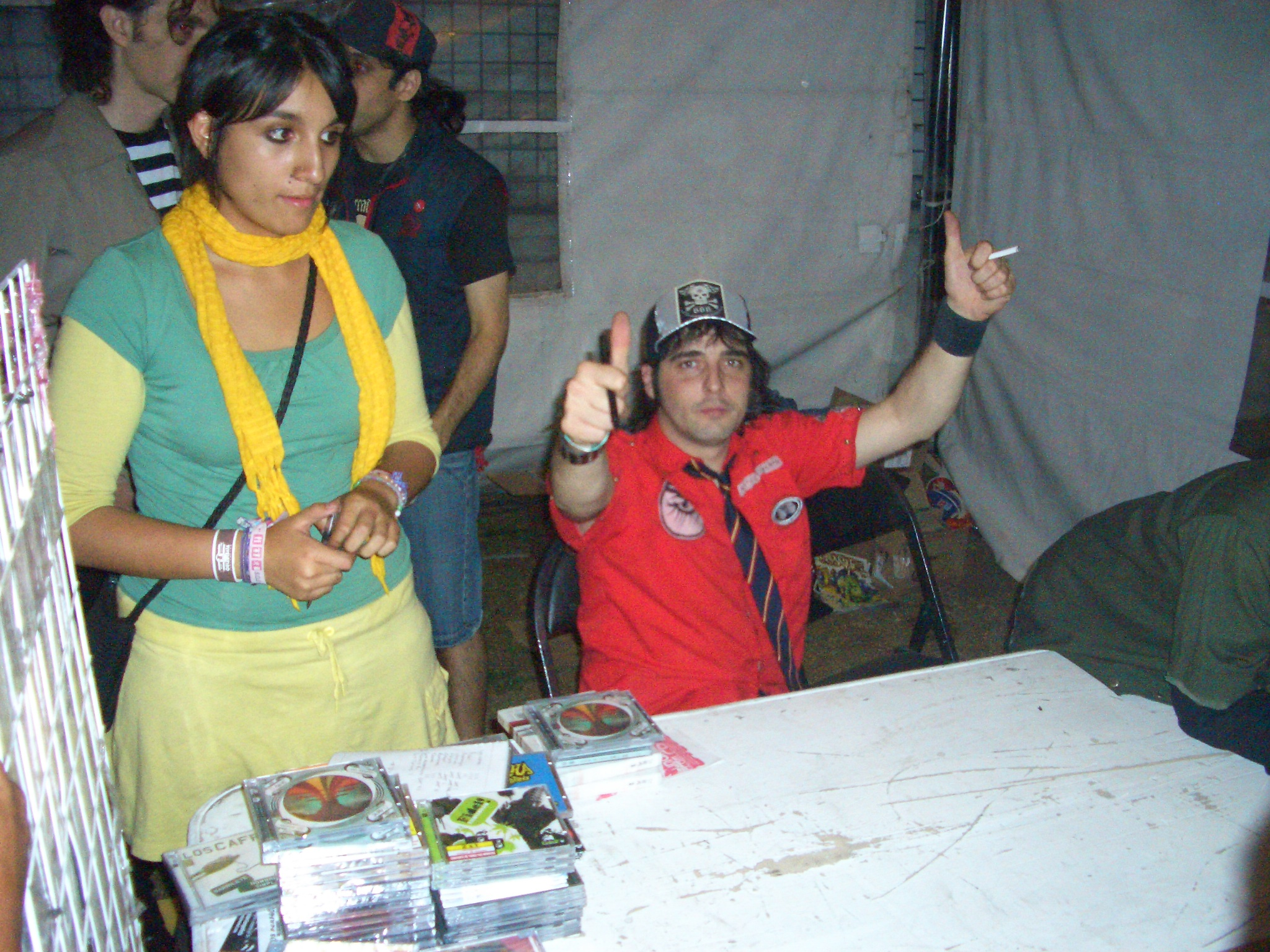
Ray Fajardo durante una firma de autógrafos en el festival Vive Latino 2008 en la Ciudad de México.

En junio de 2007 salió Fuera del tiempo, producido por el estadounidense Billy Anderson (Melvins, Mr. Bungle, Sick Of It All y Los Natas, entre otros) y Patricio Claypole. El álbum tiene un sonido más pop que los anteriores. Muchas canciones fueron interpretadas por María Fernanda y fue el primer disco tras la incorporación en la guitarra de Gabriel Guerrisi.
Para 2008 se preparó el festejo de los 20 años de la banda en el Estadio de Obras y una gira internacional. Además, el grupo es el primero en el rock argentino en lanzar un modelo de zapatillas (Black Fin de Vans). En 2009, y luego de 15 años, Ray Fajardo dejó de ser el baterista de El Otro Yo para dedicarse a la producción musical. En su lugar entra Ricky Rua, ex-cantante de Los Brujos.

### Ailabiu EOYyQuinta Dimensión(2010-2012)
Producido por el mexicano Paco Huidobro, el disco fue lanzado el 11 de marzo de 2010 en simultáneo en México y la Argentina. Participan como invitados integrantes de los grupos Café Tacvba, Molotov y Fobia. El 16 de noviembre de 2009 El Otro Yo liberó para la descarga desde su sitio el corte adelanto «Siempre fui yo».
Ese mismo año, la banda es invitada por Pixies y Smashing Pumpkins para abrir sus shows en el Estadio Luna Park de la Ciudad de Buenos Aires. En 2011, formaron parte del Unite Tour, que recorrió todo México durante tres meses.
A principios de 2012 ingresaron a los estudios Panda y Cuzco para registrar su décima placa de estudio, «Quinta Dimensión», con la producción de Cristian Aldana y Gabriel Guerrisi y el arte a cargo de María Fernanda Aldana. El 11 de agosto del mismo año presentaron oficialmente el nuevo disco en el Teatro Vorterix.

### 25 años de independencia (2013)
A fines de 2012 hicieron una gira, recorriendo varias provincias del país, presentando su nuevo disco, cerrando el año el 29 de diciembre en el Teatro de Flores, junto a 2 minutos, Loquero, Expulsados, y Lash Out como bandas soporte. Ese día se vio la sorpresa del regreso del tan esperado Ezequiel Araujo, que volvió para quedarse como miembro oficial nuevamente.
En 2013, la banda cumple 25 años y decide hacer recitales temáticos para celebrarlos. El 23 de febrero en el Teatro Vorterix se realizó el festejo de los 10 años de Colmena, con invitados como Mariano Martínez de Attaque 77. El 25 de mayo, en El Teatro de Flores, brindaron un recital con canciones «solo para poguear». El 13 de julio se iba a brindar un unplugged, pero este fue postergado para el 14 de septiembre (con grabación de DVD incluida), debido a problemas de salud del baterista Ricky Rúa. Por este motivo, en la gira barrial de julio y agosto, Rúa fue reemplazado temporalmente por Joan Sprei, baterista de Lash Out y Los Monos, ex Eterna Inocencia y alumno de Ray Fajardo.
En septiembre se editó el disco «Platón en la 5.ª dimensión», el lanzamiento oficial en disquerías de «Quinta Dimensión» (2012) junto a un nuevo tema: «Platón», producido por Ezequiel Araujo en su regreso a la banda. En octubre, la banda festejó en el Teatro Vorterix el «Mamelucos Fest: Bodas de Plata», con el regreso de los mamelucos y el premio del mameluco oficial a los seguidores con el mameluco más votado por el público. En diciembre se realizó el último show de festejo, «25 años, 50 temas», con 50 temas elegidos por el público a través de su sitio web, en su ciudad natal de Temperley.

### Las 2 caras de EOY (2014-2015)
A principios de 2014, Ricky Rúa dejó de ser baterista y en su lugar entró como músico invitado Joan Sprei, quien ya lo había reemplazado en varias oportunidades debido a una enfermedad que padeció Rúa en 2013 y le impidió presentarse con el grupo. Asimismo, Gabriel Guerrisi dejó de tocar durante un tiempo para dedicarse al regreso de Los Brujos. Finalmente, Joan Sprei fue confirmado como nuevo baterista de la banda luego de haber abandonado Lash Out.
El domingo 19 de octubre se festejaron los 20 años de Traka Traka en Palermo. La fecha contó con invitados especiales como Demonios de Tasmania y Peligrosos Gorriones, además del primer baterista de la banda, Omar Kischinovsky, quien se hizo presente para tocar con El Otro Yo.

## Condena a Cristian Aldana por violencia de género y abuso de menores
En abril de 2016 reflotó una denuncia del año anterior contra el cantante Cristian Aldana por pedofilia y abuso sexual. Las denuncias se realizaron, primeramente, en forma anónima a través de un grupo de Facebook llamado Víctimas de Cristian Aldana que apareció poco después de las denuncias contra José Miguel del Pópolo, cantante de la banda under La Ola que quería ser Chau. Ante esta situación el músico se defendió alegando que mantiene el silencio debido a que "las mendacidades y falacias mencionadas en esas publicaciones no tienen asidero legal alguno atento que jamás cometí algún acto de los aberrantes mencionados." También realizó una contradenuncia de que "la intención es, al margen de mancillar mi reputación como músico, hombre, padre de hijos menores y esposo, atentar contra mi trabajo". El grupo musical que integra Aldana también publicó un comunicado en el mismo sentido.
Finalmente, el 3 de mayo, la Unidad Fiscal Especializada en Violencia contra las Mujeres formalizó la denuncia penal de abuso sexual agravado y corrupción de menores tras tomar testimonio a seis mujeres que manifestaron haber sido abusadas sexualmente por el cantante desde muy temprana edad, afirmando también que otras niñas estaban involucradas. Estas denuncias se sumaron a la realizada una semana antes por la expareja del cantante, Carolina Luján.
Diez días más tarde, Aldana escribió un nuevo comunicado en el que anunció que participaría de un evento denominado "Basta de abusadores del rock" convocado por denunciantes en distintos casos de abuso por parte de músicos dentro del ámbito del rock. Aldana informó, mediante un comunicado, que pretendía asistir a la convocatoria. En el comunicado afirmó: "Quiero mirar a los ojos a la mentira y a la difamación profunda, quiero decir mi verdad". El cantante asistió al evento vestido de monja, con un grupo de seguidores, y cantó una canción cuyo estribillo repetía la frase "El amor vence al odio". Tras esta actitud la policía realizó un cerco alrededor del músico y su grupo para impedir episodios de violencia entre ellos y los manifestantes. Luego de esto, Aldana se retiró del lugar.
El 22 de diciembre de 2016, Aldana fue preventivamente detenido por orden de la fiscalía que atiende la causa, la cual emitió, además, una orden de allanamiento. La defensa del músico solicitó la excarcelación; la cual fue denegada por el juez a cargo, Roberto Oscar Ponce, por entender que existía riesgo de fuga dada la gravedad de las acusaciones que pesaban en su contra, que podría entorpecer la investigación y por la incidencia que podría tener sobre las mujeres damnificadas. Desde entonces permaneció detenido en la cárcel de Marcos Paz, donde fue alojado en un celda individual frente a la posibilidad de ataques de otros reclusos, dado el tipo de delito del que se lo acusa.
La decisión del juez de instrucción que denegó la excarcelación fue confirmada días después por los jueces Juan Esteban Cicciaro y Carlos Alberto González de la Cámara Nacional en lo Criminal. Se dispuso también el embargo por 2 500 000 de pesos.
El 12 de julio de 2019 Aldana fue condenado a 22 años de prisión. Tras valorar la declaración de 83 testigos, el Tribunal consideró probado que el músico tenía todo un mecanismo para abusar de sus seguidoras que consistía en una selección especial de sus víctimas basadas en su vulnerabilidad e inexperiencia sexual, entre otros artilugios. Según los testimonios vertidos en la audiencia de juicio, pudo establecerse que, una vez captadas, el músico las sometía sexualmente, en algunas ocasiones con violencia, las maltrataba, las filmaba y las obligaba a ver las filmaciones, y luego las impulsaba a convencer a amigas para que participaran en tríos u orgías que él organizaba. Las obligaba a practicarle sexo oral, les introducía utensilios de cocina en la vagina y el ano y a menudo incorporaba a otros hombres en los encuentros sexuales con las niñas, las obligaba a tener relaciones con desconocidos y las doblegaba psicológicamente. Algunas de las víctimas aseguraron que Aldana disfrutaba de orinar o defecar sobre sus cuerpos, y una de ellas, Ariell Carolina Luján, dice haberse contagiado así de hepatitis B. La misma víctima relata haber sido golpeada y violada por Aldana el día siguiente al suicidio de su hermano: "El día que muere mi hermano es una de las peores veces que me golpeó, que me violó. Los violentos y pedófilos saben muy bien en el momento que vos estás hecha mierda para hacerte más mierda. Es una historia muy intensa. Cristian es una persona muy perversa".
"La conducta de Humberto Cristian Aldana estaba orientada a la selección de especiales víctimas, elegidas a través del directo ejercicio de interrogatorio sobre la vinculación familiar, la existencia de abusos previos y la inexperiencia sexual propia de la corta edad de sus elegidas, aprovechando del contexto familiar de cada una que las posicionara en un particular estado de vulnerabilidad", dice la sentencia firmada por los jueces Rodolfo Goerner, Rodolfo Bustos Lambert y Ana Dieta de Herrero. También se evaluó que Aldana "era un hombre adulto, que destacaba como ídolo de las niñas sometidas, a las que les imponía una suerte de pacto de silencio bajo la cobertura de la incomprensión de los adultos de las prácticas a las que eran sometidas".

## Integrantes

### Actual formación
- María Fernanda Aldana: voz principal (1988-presente), bajo (1989-presente), teclados (1988-1991, 1997-presente)
- Gabriel Guerrisi: guitarra líder (2005-presente)
- Ezequiel Araujo: teclados, sintetizadores, guitarra rítmica, bajo, voz (1999-2004, 2013-presente)
- Joan Sprei: batería (2014-presente)

### Exintegrantes
- Cristian Aldana: voz principal, guitarra líder y rítmica (1988-2019)
- Ricky Rúa (2009-2014): batería
- Raimundo «Ray» Fajardo (1994-2009): batería, voz
- Daniela Cugliandolo (1991-1997): teclados, performance teatrales
- Omar Kischinovsky (1988-1994): batería
- Sergio Moreno (1988-1990): guitarra rítmica y líder
- Gabriel Manelli (1988-1989): bajo
- «Pajarito» (1988): bajo

## Discografía

### Álbumes de estudio
- Los hijos de Alien (1993)
- Traka Traka (1994)
- Mundo (1995)
- El Otro Yo del Otro Yo: Esencia (1997)
- Abrecaminos (1999)
- Colmena (2002)
- Espejismos (2004)
- Fuera del tiempo (2007)
- Ailabiu EOY (2010)
- 5ta dimensión (2012)
- Platón en la 5ta Dimensión (2013)

### EP
- Te vuelvo a amar (2018)

### DVDs
- Contagiándose la energía del otro en vivo en Obras (CD + DVD), 2005
- El Otro Yo en vivo Quilmes Rock 2003 (DVD), 2005
- Fuera del tiempo (CD + DVD), 2007 (solo en México)
- Estallando tu lado salvaje (CD + DVD), 2008